# Старомунасиповский сельсовет
Старомунасиповский сельсовет — муниципальное образование в Бурзянском районе Башкортостана России.

## История
В 1980 году из сельсовета была исключена опустевшая деревня Аралбаево.
Согласно Закону о границах, статусе и административных центрах муниципальных образований в Республике Башкортостан имеет статус сельского поселения.

## Население
| 2002  | 2009  | 2010  | 2012  | 2013  | 2014  | 2015  |
| ----- | ----- | ----- | ----- | ----- | ----- | ----- |
| 1580  | ↗1689 | ↘1434 | ↘1421 | ↘1410 | ↘1402 | ↘1382 |
| 2016  | 2017  |       |       |       |       |       |
| ↘1375 | ↘1346 |       |       |       |       |       |

## Состав сельского поселения
| № | Населённый пункт | Тип населённого пункта          | Население |
| - | ---------------- | ------------------------------- | --------- |
| 1 | Новомунасипово   | деревня, административный центр | ↘327      |
| 2 | Старомунасипово  | деревня                         | ↘635      |
| 3 | Набиево          | деревня                         | ↘472      |